# Pseudagoliinus sinuatipes
Pseudagoliinus sinuatipes är en skalbaggsart som beskrevs av Bordat 1994. Pseudagoliinus sinuatipes ingår i släktet Pseudagoliinus och familjen Aphodiidae. Inga underarter finns listade i Catalogue of Life.